# HD136729
HD136729 — хімічно пекулярна зоря спектрального класу A3, що має видиму зоряну величину в смузі V приблизно  5,6.
Вона  розташована на відстані близько 212,9 світлових років від Сонця.

## Фізичні характеристики
Зоря HD136729 обертається 
дуже швидко 
навколо своєї осі. Проєкція її екваторіальної швидкості на промінь зору становить  Vsin(i)=159км/сек.